# Ole Quast
Ole Quast (* 9. Oktober 1989 in Hamburg-Mitte) ist ein ehemaliger deutscher Radrennfahrer in den Disziplinen Cyclocross und Straßenradsport.
Entdeckt wurde Quast vom zweimaligen deutschen Crossmeister Jens Schwedler, der auch sein erster Trainer war. In den ersten Jahren widmete er sich auch vornehmlich dem Crossrennen und wurde in dieser Disziplin 2007 Deutscher Meister der Junioren und 2011 der U23 sowie siebenmaliger Deutschland-Cup-Sieger sowohl in Nachwuchsklassen wie auch bei der Elite. Bei den Cyclocross-Weltmeisterschaften 2007 wurde er Fünfter im Juniorenrennen.
In der Saison 2015 fuhr Quast auf der Straße für das UCI Continental Team Stölting, mit dem er bei den Deutschen Straßenmeisterschaften die Bronzemedaille im Mannschaftszeitfahren gewann.
Im Januar 2017 beendete Quast sein Engagement als aktiver Crossfahrer. Bis 2019 fuhr Quast noch Straßenrennen für das STEVENS Racing Team. Neben seiner Karriere als Leistungssportler beendete er eine kaufmännische Ausbildung und betrieb ein Studium zum Wirtschaftsfachwirt.

## Erfolge
2007
- Deutscher Crossmeister (Junioren)

2011
- Deutscher Crossmeister (U23)

2014
- Kronborg Cyclocross, Helsingør

2015
- Deutsche Meisterschaft - Mannschaftszeitfahren